# Derospidea ornata
Derospidea ornata är en skalbaggsart som först beskrevs av Schaeffer 1905.  Derospidea ornata ingår i släktet Derospidea och familjen bladbaggar. Inga underarter finns listade i Catalogue of Life.